# Liste der Monuments historiques in Athée (Côte-d’Or)
Die Liste der Monuments historiques in Athée führt die Monuments historiques in der französischen Gemeinde Athée auf.

## Liste der Objekte
| Bezeichnung                   | Beschreibung                                                                                                   | Standort                                       | Kennzeichnung | Schutzstatus | Datum | Bild |
| ----------------------------- | --- | ---------------------------------------------- | ------------- | ------------ | ----- | ---- |
| Grabstein für Guillaume Bouot | Stein, nach 1574                                                                                               | in der Kirche Notre-Dame-de-la-Nativité (Lage) | PM21000096    | Classé       | 1964  |      |
| Hauptaltar                    | Altartisch; Marmor, Ende des 18. Jahrhunderts                                                                  | in der Kirche Notre-Dame-de-la-Nativité (Lage) | PM21004087    | Inscrit      | 1994  |      |
| Zwei Seitenaltäre             | jeweils Altartisch, Retabel und Gemälde; Holz, farbig gefasst, Ölfarbe auf Leinwand, Ende des 18. Jahrhunderts | in der Kirche Notre-Dame-de-la-Nativité (Lage) | PM21004088    | Inscrit      | 1994  |      |
| Beichtstuhl                   | Holz, Ende des 18. Jahrhunderts                                                                                | in der Kirche Notre-Dame-de-la-Nativité (Lage) | PM21004089    | Inscrit      | 1994  |      |